# Remvloeistof

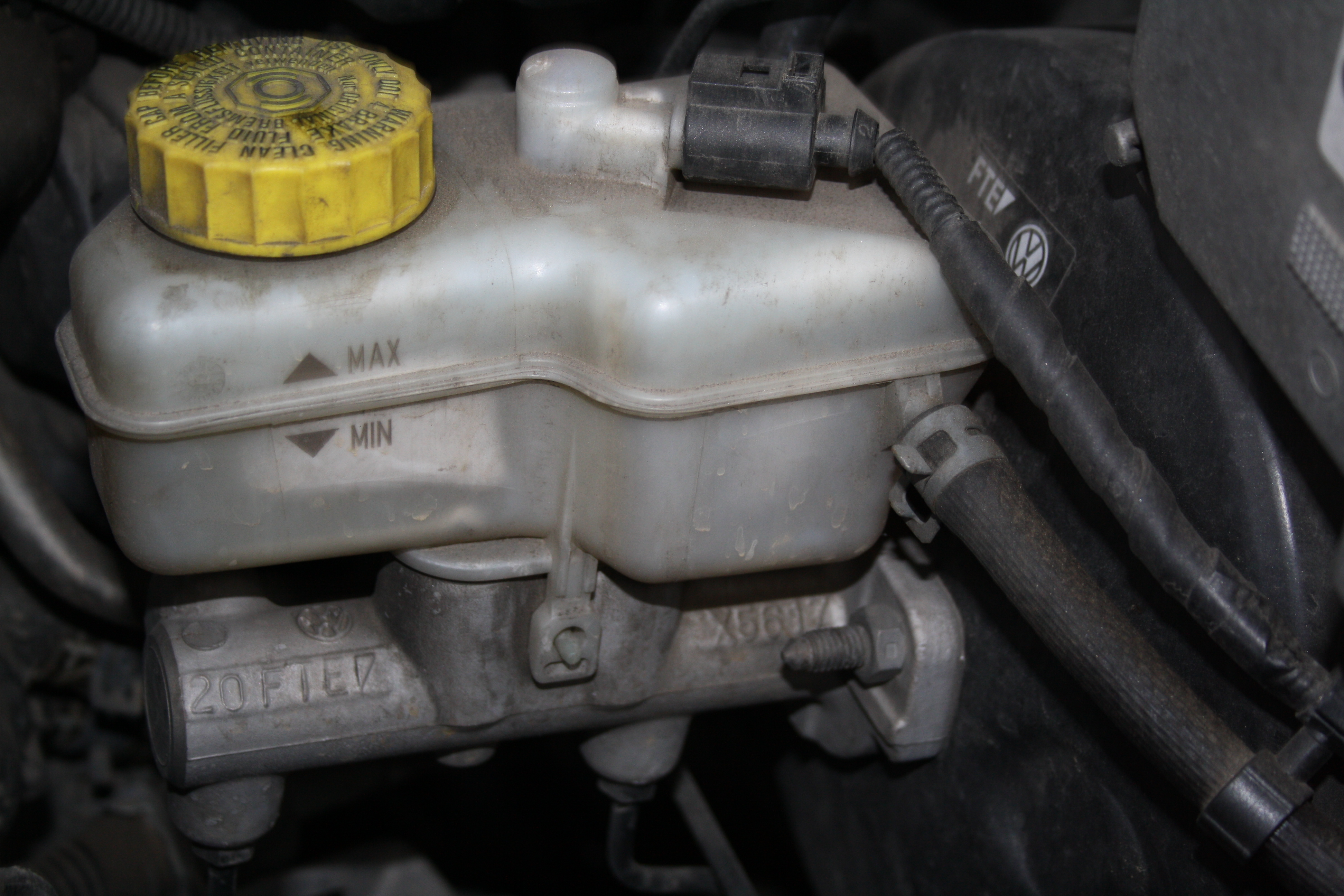
Remvloeistofreservoir van automobiel

Remvloeistof is een hydraulische vloeistof die wordt toegepast in hydraulische remsystemen en hydraulische koppelingen bij auto's, motorfietsen en sommige fietsen.
De kracht op het rem- of koppelingspedaal (of handvat) wordt via de remvloeistof aan rem of koppeling doorgegeven. Dit werkt doordat vloeistof niet samendrukbaar (comprimeerbaar) is. Een vloeistof is niet samendrukbaar omdat er geen vrije ruimte tussen de moleculen zit. Elke samendrukkende kracht wordt daardoor direct doorgegeven.
Remvloeistof wordt ook wel aangeduid met remolie, maar is niet gebaseerd op petroleum; dat zou de rubber afdichtingen en remslangen aantasten. De meeste remvloeistoffen zijn gebaseerd op glycolethers.
Een belangrijke eigenschap van remvloeistof is dat die een hoog kookpunt heeft. Dat is nodig vanwege de hoge temperaturen die kunnen optreden bij de remmen. Als de vloeistof daardoor plaatselijk zou verdampen, dan zou dat de doorgifte van (rem)kracht belemmeren vanwege de wel-samendrukbare damp.
Remvloeistof (behalve DOT 5) is hygroscopisch, dat wil zeggen dat het water opneemt uit de lucht. Door de aanwezigheid van water wordt het kookpunt lager en kan er roestschade in het hydraulische systeem optreden. Om deze redenen moet de vloeistof periodiek worden vervangen. Meestal wordt eens per twee jaar voorgeschreven. De remvloeistof die gebaseerd is op siliconen is niet-hygroscopisch (hydrofoob). Deze DOT 5 remvloeistof tast de lak niet aan maar heeft wel als nadeel dat eventueel tóch aanwezig water niet oplost en zich kan verzamelen en daardoor zou kunnen bevriezen of verdampen. Overigens mogen beide typen remvloeistof nooit door elkaar gebruikt worden - ook niet (of althans: niet zomaar) bij vervanging.
Remvloeistof tast verflagen aan en moet daarom bij eventueel contact met lak direct met water worden afgespoeld - droogwrijven is niet voldoende. Remvloeistof is brandbaar. De kwaliteit van remvloeistof wordt aangeduid met een DOT-codering: DOT 3, DOT 4 en DOT 5. DOT 5 is nog onderverdeeld in DOT 5.1 (remvloeistof op glycolbasis) en DOT 5 (remvloeistof op siliconenbasis).
De specificaties waaraan DOT 3-, 4- en 5 (5.1)-remvloeistoffen moeten voldoen zijn opgenomen in de Amerikaanse wetgeving in Motor Vehicle Safety Standard 116 van de Federal Motor vehicle safety standards and regulations. De voornaamste zijn:
| Parameter                                  | DOT 3  | DOT 4  | DOT 5 |
| ------------------------------------------ | ------ | ------ | ----- |
| (Droog) kookpunt (ERBP) [°C]               | ≥ 205  | ≥ 230  | ≥ 260 |
| (Nat) kookpunt (Wet ERBP) [°C]             | ≥ 140  | ≥ 155  | ≥ 180 |
| Kinematische viscositeit bij 100°C [mm²/s] | ≥ 1,5  | ≥ 1,5  | ≥ 1,5 |
| id. bij −40°C [mm²/s]                      | ≤ 1500 | ≤ 1800 | ≤ 900 |

Het kookpunt wordt aangeduid als ERBP, wat staat voor Equilibrium reflux boiling point. Het wordt bepaald door een hoeveelheid van de remvloeistof onder reflux bij atmosferische druk te koken gedurende een bepaalde periode. De gemiddelde temperatuur van de kokende vloeistof aan het einde van de refluxperiode is de ERBP. De Wet ERBP is het kookpunt van de remvloeistof na waterabsorptie. Er zijn verder nog vereisten qua zuurtegraad (pH), thermische en chemische stabiliteit, corrosie, lagetemperatuurgedrag (bijv. sedimentatie en kristallisatie); watertolerantie, weerstand tegen oxidatie enz.

## Voetnoten
1. ↑  amt.nl. Gearchiveerd op 20 oktober 2014. Geraadpleegd op 20 oktober 2014.
2. ↑  Federal motor vehicle safety standards and regulations, with amendments and interpretations (1976)